# Роже Апери
Роже Апери (фр. Roger Apéry; Руан, 14. новембар 1916 — Кан, 18. децембар 1994) је био грчко-француски математичар најпознатији по Аперијевој теореми, по којој је ζ(3) ирационалан број, где ζ означава Риманову зета функцију.
Апери је рођен у Руану 1916. године од мајке Францускиње и оца Грка. После студија у Вишој нормалној школи (које је прекинуо на годину дана због затвореништва током Другог светског рата) постављен је за предавача у Рену. Године 1949, постао је професор на Универзитету у Кану у Нормандији, где је остао до свог пензионисања. Умро је након дуге болести 1994. године
Године 1979. изненадио је математички свет својим неочекиваним доказом да је збир инверза кубова целих бројева ζ(3) ирационалан. Показатељ тежине тог доказа је чињеница да одговарајући проблем за остале непарне степене још увек није доказан. Ипак, многи математичари су од тада радили на такозваним Аперијевим низовима не би ли пронашли алтернативне доказе који могу да се примене на остале непарне степене (F. Beukers, A. Van Den Poorten, M. Prevost, K. Ball, T. Rivoal, W. Zudillin и остали).
Апери је био активан у политици и неколико година током 1960-их био је председник Калвадо радикалне странке. Напустио је политику након реформи Едгара Фореа.